# Вітрильний спорт на літніх Олімпійських іграх 1996
Змагання з вітрильного спорту на літніх Олімпійських іграх 1996 в Атланті тривали з 22 липня до 2 серпня поблизу узбережжя Саванни. Розіграно 10 комплектів нагород (3 серед жінок, 3 серед чоловіків і 4 у відкритих дисциплінах.

## Країни
| Нідерландські Антильські острови (AHO) | Андорра (AND)             | Антигуа і Барбуда (ANT)             |
| Аргентина (ARG)                        | Американське Самоа (ASA)  | Австралія (AUS)                     |
| Австрія (AUT)                          | Багамські Острови (BAH)   | Барбадос (BAR)                      |
| Бельгія (BEL)                          | Бермуди (BER)             | Білорусь (BLR)                      |
| Бразилія (BRA)                         | Бахрейн (BRN)             | Канада (CAN)                        |
| Кайманові Острови (CAY)                | Чилі (CHI)                | Китай (CHN)                         |
| Острови Кука (COK)                     | Хорватія (CRO)            | Куба (CUB)                          |
| Кіпр (CYP)                             | Чехія (CZE)               | Данія (DEN)                         |
| Джибуті (DJI)                          | Еквадор (ECU)             | Іспанія (ESP)                       |
| Естонія (EST)                          | Фіджі (FIJ)               | Фінляндія (FIN)                     |
| Франція (FRA)                          | Велика Британія (GBR)     | Грузія (GEO)                        |
| Німеччина (GER)                        | Греція (GRE)              | Гватемала (GUA)                     |
| Гуам (GUM)                             | Гонконг (HKG)             | Угорщина (HUN)                      |
| Індонезія (INA)                        | Ірландія (IRL)            | Ізраїль (ISR)                       |
| Американські Віргінські Острови (ISV)  | Італія (ITA)              | Британські Віргінські Острови (IVB) |
| Ямайка (JAM)                           | Японія (JPN)              | Південна Корея (KOR)                |
| Латвія (LAT)                           | Сент-Люсія (LCA)          | Малайзія (MAS)                      |
| Мексика (MEX)                          | Мальта (MLT)              | Нідерланди (NED)                    |
| Норвегія (NOR)                         | Нова Зеландія (NZL)       | Парагвай (PAR)                      |
| Польща (POL)                           | Португалія (POR)          | Пуерто-Рико (PUR)                   |
| Катар (QAT)                            | Румунія (ROM)             | ПАР (RSA)                           |
| Росія (RUS)                            | Сейшельські Острови (SEY) | Сінгапур (SIN)                      |
| Словенія (SLO)                         | Сан-Марино (SMR)          | Швейцарія (SUI)                     |
| Словаччина (SVK)                       | Швеція (SWE)              | Таїланд (THA)                       |
| Китайський Тайбей (TPE)                | Туреччина (TUR)           | Україна (UKR)                       |
| Уругвай (URU)                          | США (USA)                 | Венесуела (VEN)                     |

## Медальний залік

### Жінки
| Дисципліни             | Золото                                               | Срібло                                      | Бронза                                          |
| ---------------------- | ---------------------------------------------------- | ------------------------------------------- | ----------------------------------------------- |
| 1996: Містраль (жінки) | Гонконг (HKG) · Лі Лішань                            | Нова Зеландія (NZL) · Барбара Кендалл       | Італія (ITA) · Алессандра Сенсіні               |
| 1996: Європа           | Данія (DEN) · Крістіне Роуґ                          | Нідерланди (NED) · Марґріт Маттейсе         | США (USA) · Кортні Бекер-Дей                    |
| 1996: 470 (жінки)      | Іспанія (ESP) · Тереса Сабель · Бегонья Віа Дуфресне | Японія (JPN) · Юміко Шіґе · Алісія Кіношіта | Україна (UKR) · Руслана Таран · Олена Пахольчик |

### Чоловіки
| Дисципліни                | Золото                                            | Срібло                                           | Бронза                                        |
| ------------------------- | ------------------------------------------------- | ------------------------------------------------ | --------------------------------------------- |
| 1996: Містраль (чоловіки) | Греція (GRE) · Ніколаос Какламанакіс              | Аргентина (ARG) · Карлос Еспінола                | Ізраїль (ISR) · Гал Фрідман                   |
| 1996: Фінн                | Польща (POL) · Матеуш Кушнєревич                  | Бельгія (BEL) · Себастьян Ґодфруа                | Нідерланди (NED) · Рой Гейнер                 |
| 1996: 470 (чоловіки)      | Україна (UKR) · Євген Браславець · Ігор Матвієнко | Велика Британія (GBR) · Джон Меррікс · Іян Вокер | Португалія (POR) · Віктор Роча · Нуну Баррету |

### Відкриті дисципліни
| Дисципліни    | Золото                                                    | Срібло                                                       | Бронза                                                 |
| ------------- | --------------------------------------------------------- | ------------------------------------------------------------ | ------------------------------------------------------ |
| 1996: Лазер   | Бразилія (BRA) · Роберт Шейдт                             | Велика Британія (GBR) · Бен Ейнслі                           | Норвегія (NOR) · Пер Моберґ                            |
| 1996: Торнадо | Іспанія (ESP) · Фернандо Леон · Хосе Луїс Бальєстер       | Австралія (AUS) · Мітч Бут · Ендрю Ланденберґер              | Бразилія (BRA) · Ларс Ґраел · Енріке Пеллікано         |
| 1996: Зоряний | Бразилія (BRA) · Торбен Граел · Марсело Феррейра          | Швеція (SWE) · Ганс Валлен · Боббі Логсе                     | Австралія (AUS) · Колін Бішел · Девід Джайлз           |
| 1996: Солінґ  | Німеччина (GER) · Йохен Шюманн · Томас Флах · Бернд Єкель | Росія (RUS) · Георгій Шайдуко · Дмитро Шабанов · Ігор Скалін | США (USA) · Джефф Мадріґалі · Джим Бартон · Кент Массі |

## Таблиця медалей
| Місце               | Країна                | Золото | Срібло | Бронза | Загалом |
| ------------------- | --------------------- | ------ | ------ | ------ | ------- |
| 1                   | Бразилія (BRA)        | 2      | 0      | 1      | 3       |
| 2                   | Іспанія (ESP)         | 2      | 0      | 0      | 2       |
| 3                   | Україна (UKR)         | 1      | 0      | 1      | 2       |
| 4                   | Гонконг (HKG)         | 1      | 0      | 0      | 1       |
| 4                   | Греція (GRE)          | 1      | 0      | 0      | 1       |
| 4                   | Данія (DEN)           | 1      | 0      | 0      | 1       |
| 4                   | Німеччина (GER)       | 1      | 0      | 0      | 1       |
| 4                   | Польща (POL)          | 1      | 0      | 0      | 1       |
| 9                   | Велика Британія (GBR) | 0      | 2      | 0      | 2       |
| 10                  | Австралія (AUS)       | 0      | 1      | 1      | 2       |
| 10                  | Нідерланди (NED)      | 0      | 1      | 1      | 2       |
| 12                  | Аргентина (ARG)       | 0      | 1      | 0      | 1       |
| 12                  | Бельгія (BEL)         | 0      | 1      | 0      | 1       |
| 12                  | Нова Зеландія (NZL)   | 0      | 1      | 0      | 1       |
| 12                  | Росія (RUS)           | 0      | 1      | 0      | 1       |
| 12                  | Швеція (SWE)          | 0      | 1      | 0      | 1       |
| 12                  | Японія (JPN)          | 0      | 1      | 0      | 1       |
| 18                  | США (USA)             | 0      | 0      | 2      | 2       |
| 19                  | Ізраїль (ISR)         | 0      | 0      | 1      | 1       |
| 19                  | Італія (ITA)          | 0      | 0      | 1      | 1       |
| 19                  | Норвегія (NOR)        | 0      | 0      | 1      | 1       |
| 19                  | Португалія (POR)      | 0      | 0      | 1      | 1       |
| Загалом (22 збірні) | Загалом (22 збірні)   | 10     | 10     | 10     | 30      |